# 다나쿠라촌
다나쿠라촌(일본어: 棚倉村)은 일본 교토부 소라쿠군에 설치되었던 촌이다.